# Stratovarius (album)
Stratovarius is het elfde album van Stratovarius, uitgebracht in 2005 door Sanctuary Records. Het was ook het eerste album na een kortstondige split van de band in 2004 door Timo Tolkki's zenuwinzinking. Om het album te promoten gingen ze op een wereldwijde tournee waarbij ze voor het eerst in de Verenigde Staten en Canada speelden.
De band maakt op dit album een serieuze koerswijziging: ze stappen af van het symfonische geluid, Timo Tollki's neoklassieke gitaarstijl is helemaal verdwenen, keyboardspeler Jens Johansson krijgt minder ruimte dan op de vorige albums en drummer Jörg Michael maakt vrijwel geen gebruik meer van zijn contrabas. Ook Timo Kotipelto zingt enigszins anders dan op de vorige uitgaven.
Timo Tolkki verklaarde later dan ook dat hij dit geen goed album vond, omdat het helemaal niet de stijl was waarmee de band bekend was geworden.

## Nummers
1. Maniac Dance – 4:34
2. Fight!!! – 4:03
3. Just Carry On – 5:28
4. Back to Madness – 7:42
5. Gypsy in Me – 4:27
6. Götterdämmerung (Zenith of Power) – 7:12
7. The Land of Ice and Snow – 3:04
8. Leave the Tribe – 5:42
9. United – 7:04

## Bezetting
- Timo Kotipelto - zanger
- Timo Tolkki - gitarist
- Jari Kainulainen - bassist
- Jens Johansson - keyboardspeler
- Jörg Michael - drummer